# Magliophis exiguum
Espèce
Synonymes
- Dromicus exiguus Cope, 1863
- Arrhyton exiguum (Cope, 1863)
- Arrhyton exiguum subspadix Schwartz, 1967

Magliophis exiguum  est une espèce de serpents de la famille des Dipsadidae.

## Répartition
Cette espèce se rencontre à Porto Rico, dans les Îles Vierges des États-Unis et dans les Îles Vierges britanniques.

## Liste des sous-espèces
Selon The Reptile Database (2 septembre 2013) :
- Magliophis exiguum exiguum (Cope, 1863) des Îles Vierges des États-Unis et Îles Vierges britanniques
- Magliophis exiguum subspadix (Schwartz, 1967) de Porto Rico

## Publications originales
- Cope, 1863 "1862"  : Synopsis of the species of Holcosus and Ameiva, with diagnoses of new West Indian and South American Colubridae. Proceedings of the Academy of Natural Sciences of Philadelphia, vol. 14, p. 60-82 (texte intégral).
- Schwartz, 1967 : A review of the genus Dromicus in Puerto Rico and the Virgin Islands. Stahlia, vol. 9, p. 1-14.